# 乌卢尔
乌卢尔（Ullur），是印度泰米尔纳德邦坦贾武尔县的一个城镇。总人口7779（2001年）。

## 人口
该地2001年总人口7779人，其中男性3861人，女性3918人；0—6岁人口782人，其中男403人，女379人；识字率79.75%，其中男性为84.54%，女性为75.04%。